# Richard Sheldon
Richard Sheldon, detto Dick (Rutland, 9 luglio 1878 – New York, 23 gennaio 1935), è stato un pesista e discobolo statunitense, medaglia d'oro nel getto del peso ai Giochi olimpici di Parigi 1900.

## Biografia
Fratello di Lewis Sheldon, Richard Sheldon ha partecipato alle Olimpiadi a Parigi nel 1900, vincendo la medaglia d'oro nel getto del peso con 14,10 metri, davanti al connazionale Josiah McCracken. Lo stesso giorno, il 15 luglio 1900, c'è stata la gara nel lancio del disco, dove però riesce a piazzarsi solo terzo. A vincere fu l'ungherese Rudolf Bauer. La differenza tra il primo e il terzo posto era pochissima (36,04 e 34,60).
Dopo la carriera da atleta, si è laureato alla Yale University. Inoltre ha lavorato per l'azienda automobilistica Cadillac.

## Palmarès

### Giochi olimpici
Parigi 1900
- Oro nel getto del peso con 14,10 metri
- Bronzo nel lancio del disco con 34,60 metri